# Arisztotelész államformatana

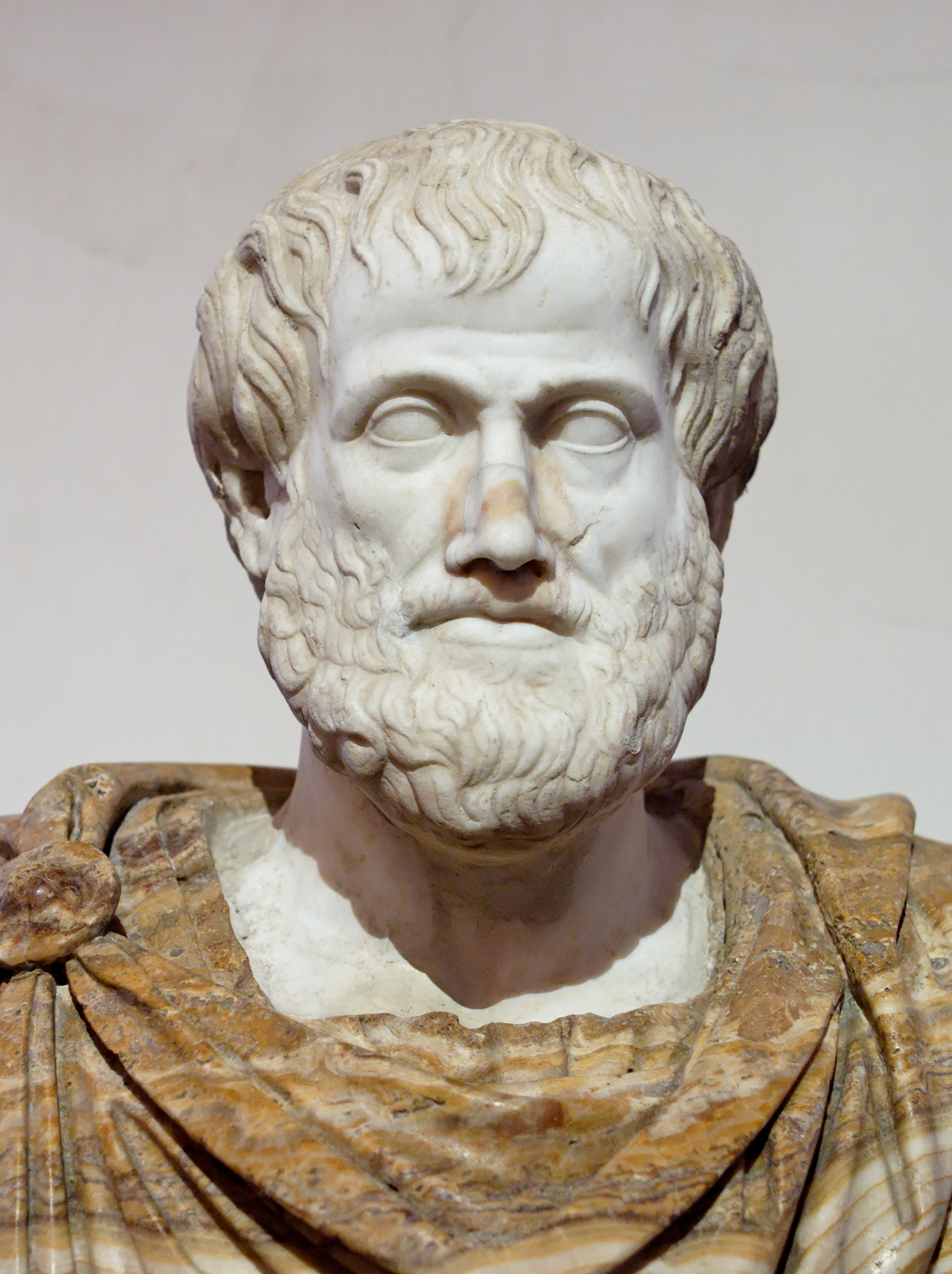
Arisztotelész

Alig van az államtudomány körén belül oly elmélet, mely oly hosszú időn át akkora hatást tett, már-már feltétlen uralmat jelentett volna a legkülönbözőbb népek államtudósainak és -bölcsészeinek fölfogására, mint amelyet Arisztotelész Politikájának III., IV., VII. és VIII. könyveiben többé-kevésbé következetesen kifejt. Ez az arisztotelészi államformatan, amely az ideális, az egyén és a közösség érdekellentéteit harmonizálni képes állam mibenlétének platóni kérdésére keresi a választ.
A Retorikában is foglalkozik Arisztotelész az államformákkal (1, 8). Itt négy államformáról, úgymint demokráciáról, oligarchiáról, arisztokráciáról és monarchiáról beszél; a Nikomachoszi etikában szintén érinti az államformákat; ámde az államtudományra és -bölcsészetre a Politikában lefektetett tana bírt igazán befolyással. Különösen izgalmas megfigyelni, a természeténél fogva józan gondolkodású filozófus miként közelít az ideális állam kérdéséhez, mely sokak szerint inkább a költészetre és mitológiára, mintsem a tudományra tartozik. 
A 20. század hatvanas éveire Arisztotelész befolyása, legalábbis a politikatudomány terén, lényegesen csökkent, és megjelentek  olyan nézetek is, miszerint a régebbi filozófia, még empirikus formájában is, teljességgel haszontalan az államberendezkedés szempontjából (kérdéses azonban, hogy egyedül a piacorientált szemléletű közgazdaságtan ezt pótolni képes-e).
Összefügg ez a régi kultúra („általános műveltség”) erodálódásával, elfelejtésével, korszerűtlennek bélyegzésével is. Arisztotelész politikatana ugyanis – amint arra Pauler Ákos is rámutatott – csak az egész peripatetikus filozófiai rendszer ismeretében érthető meg igazán, a Politika tanai mögött is ott vannak Arisztotelész más felfedezései: az aktus-potencia tan és az arisztotelészi etika.

## Az állam keletkezése
Az állam neme, felsőbb kategóriája szerint közösség vagy társulás . Az ember pedig természeténél fogva hajlamos a társulásra, az államba tömörülésre, azaz az ember zoon politikon (kb. „közösségi élőlény”). Arisztotelész három alapvető, természeti eredetű viszonyfélét, társulást különböztet meg a társadalomban. Ezek:
A legelső a gamiké (γαμικη), a házassági viszony, az egymás nélkül nem létezhető hímnek és nőnek társulása, nem pusztán érzéki vagy szexuális („természet által ösztönzött”) alapon, hanem a társadalom fenntartása céljából. E viszony kölcsönös, mindkét fél mindennapi előnyére szolgál (például munkamegosztás), noha benne természet szerint a férfi az uralkodó (mert „a természet maga a hímnemet a nőnemnél a vezérkedő uralkodásra alkalmasabbnak teremtette”). Ez a hierarchia csak ritkán cserélődik fel. Ebben a nézetében eltér Platóntól, aki nőt és férfit egyenrangúnak tekint a politikai jogok szempontjából, és a nőket is vezetésre, katonáskodásra, és termelő munkára alkalmasnak tartja.
A második a deszpotiké (δεσποτικη), az úr-szolga viszony. Arisztotelészt sok bírálat érte amiatt, hogy a szolgaságot természeti alapra helyezte, és ezek jogosságát nemigen lenne korszerű vitatni, noha az Arisztotelész által leírt viszony nem azonos az antik rabszolgaság elvadult formáival; inkább szintén munkamegosztás jellegű: mintegy az Ész és Kar, a Lélek és Test, a fő Jobb kéz és a kisegítő Bal kéz viszonya. Arisztotelész kifejezetten ellenzi a hadifogoly- és az adósrabszolgaságot, valamint a rabszolgaszerzés céljából indított háborút (minthogy „nem igaz, hogy mindig az erősebb oldalán van az igazság és a jog”). Azt is ellenzi, hogy a rabszolgát tömeges termelési eszközként használják, vagyis nem tartja jónak az antik rabszolgaság intézményét. Több szerző szerint a megelőző korok állapotának, a patriarchális rabszolgaság intézményének visszaállítását szorgalmazza, amely mentesebb bizonyos visszaélésektől és visszásságoktól. 
Mi tehát egy szolga feladata? Az Úr életútjának segítése, azaz a segítő jellegű kiszolgáló tevékenység (nem pedig például a tömeges bányamunka). Ma is beszélünk kiszolgáló tevékenységekről és szervezetekről (például egy város vízellátó központjai), és inkább ilyen értelemben kell az arisztotelészi szolgaságra gondolni:  inkább uraság és komornyik, vagy főorvos(nő) és nővér viszonya ez, mint gályarabé és hajcsárjáé, vagy még inkább történelmi átmenet a kettő között.
Mi a különbség az Arisztotelész által megfogalmazott és a reális szolgaság közt? Az elsődleges az, hogy Arisztotelész rabszolgasága nem kényszerű, hanem közös érdekeken alapul, mint ahogy a háziállat sem hagyja ott az őt tápláló jó gazdát, noha szolgája annak, osztályrészül mégis elnyeri a megmaradást (legalábbis fajszinten). A második sarkpont pedig, hogy az emberi szolga számára mindig fenn kell tartani a felszabadulás lehetőségét, vagyis ennek a viszonynak rugalmasnak, felbonthatónak kell lennie.
Ily módon tehát a szolgaság viszonya nem teljesen azonos a rabszolgaság viszonyával. Nézzük meg, hogyan indokolja meg Arisztotelész, miért természeti alapú ez a viszony. Egyszerűen és főképp azért, mert az emberek születésnél fogva (ti. genetikailag) nem egyenlőek: egyesek szolgaságra, mások uralkodásra alkalmasabbak. Másrészt, mivel sok munkát egyszerűen el kell végezni, és erre a szolga a legalkalmasabb. Ám azt is megjegyzi, ha minden termelőmunkát gépekkel lehetne végeztetni, akkor a rabszolgaság fölösleges volna. 
A legkevésbé körüljárt viszony az atya-fiú kapcsolat (teknopoiétiké = τεκνοποιητικη), amelyet a monarchikus kormányzás mintájára lehet leírni, és szereteten alapul. 
E három viszony egyesüléséből jön létre a család (oikia = οικια), amely férfiból, nőből és szolgából álló legalább háromszemélyes mikrotársadalom. Több, általában közös őstől eredő család alkot egy (nemzetségi) falut (kómé – κωμη), amely a munkamegosztás további formáit teszi lehetővé. Több falu fokozatos egyesüléséből akkor jön létre az (város-)állam (polisz = πολις), amikor már a faluhalmaz teljesíti az autarkheia (αυταρκεια, kb. önállóság, önellátás, vagyis az egységként való működés lehetősége) feltételét. Ezt a fogalmat manapság gazdasági önállóság, önellátás értelemben használjuk, de Arisztotelész nem felejti el megemlíteni, hogy ő ezen a követelményen többet ért: egy államnak az önellátáson kívül magasabb igényeket is ki kell elégítenie, meg kell adnia a civilizált, viszonylag kényelmes élet lehetőségét is.
Figyelemre méltó, hogy a poliszon kívüli államformákat (például a keleti despotikus birodalmakat – a hangsúly itt nem a „despotikuson”, hanem a „birodalmon” van) Arisztotelész ismeri, de el nem ismeri államként (és nem is felelnek meg definíciójának, például mert nem egyesülésből, hanem hódításból születnek, minthogy extenzív termelési szerkezetük miatt nem is gazdaságilag autarkok).

## A hat államforma
A Politikában kifejtett tan szerint, amelynek ősképét már Hérodotosznál szemlélhetjük Otanés beszédében, s amelyre Arisztotelész közvetlenül a kései Platóntól nyert ösztönzést (Politika, IV, 2, 3), összesen hat államforma (politeasz eidosz) létezik. Ezek helytelenek vagy helyesek attól függően, hogy a vezetők kizárólag saját magánérdekükre gyakorolják-e a főhatalmat, vagy a köz javára. 
Ezek közül három a helyes államforma:
- a királyság (basileia), amelyben egyetlenegy ember gyakorolja a közjó érdekében a legfőbb hatalmat;
- az arisztokrácia, amelyben egynél többen, de azért kevesen, szintén a közjó érdekében gyakorolják a legfőbb hatalmat;
- a politeia, vagyis a cenzusra alapított köztársaság; amelyben a tömeg, a sokaság gyakorolja a közjó érdekében a legfőbb hatalmat.

A három helytelen államforma pedig rendre az előbbiek elfajulásai:
- a tyranneia a királyság elfajulása: egyetlenegy ember gyakorolja a legfőbb hatalmat, de nem a közjó érdekében, hanem a saját maga előnyére;
- az oligarchia az arisztokrácia elfajulása: egynél többen, de azért kevesen gyakorolják a legfőbb hatalmat, a közjó helyett a saját magánelőnyűk érdekében;
- a demokrácia a politeia (Arist. Polit. III 4, 7; 5, 1, 2; III, 1, 6; 11, 10; IV, 2, 1) elfajulása: a sokaság, a plebs a saját magánelőnyére gyakorolja a legfőbb hatalmat.

Ez az alaprajza Arisztotelész államformatanának a Politika III. könyvében.

## A királyság
A Politika szerint alapvetően ötféle monarchia létezik. A leggyengébb hatalommal a spártai-mükénéi típusú király bírt, aki tulajdonképpen  csak egy legfőbb hadvezérnek minősül, bár kinevezése életfogytig tart. A második típus a despotikus monarchia, ami a keleti népeknél figyelhető meg, és a despotai cím örökletes. A harmadik típusú király az aiszümnata, azaz a választott türannosz. Leginkább a római diktátori megbízatáshoz hasonlít, de a hellének között is előfordult. A negyedik a homéroszi eposzokból is ismert az archaikus típusú királyság, melyben a király hadvezér, bíró és az állami áldozat bemutatója – azaz papi testületen kívüli pap – is egyben. Ez nem örökletes. Az ötödik típus az örökletes és totális monarchia, arisztotelészi kifejezéssel pánbazileia (πανβασιληια). melyben „egy kézben van a főhatalom minden felett”.   
A királyság Arisztotelész szerint csak akkor felel meg teljesen a maga természetszerű hivatásának, ha korlátlan, amelyben a király épp oly korlátlanul uralkodik a nép, mint ahogy a családfő uralkodik a saját családja, egész háznépe fölött (Arist. Pol. III, 10, 2). Arisztotelész, aki természetellenesnek tart minden örökösödés útján nyert királyi méltóságot, itt is ellentmondásba esik önmagával, midőn a barbár népek királyságainak egynémelyikét, amelyek pedig köztudomás szerint örökös monarchiák voltak, szintén ezen szerinte legtökéletesebb királyság kategóriájába sorozza; Arisztotelész, v. legalább művének ránk szállott szövege nagyon kevéssé szabatos, sőt egyenesen fogalomzavart támaszt annak meghatározásában is, hogy mit kelljen hát szerinte tulajdonképpen törvényes királyságnak tartani? Azt a királyságot-e, amelynek uralkodója törvény alapján, v. mint mi mondanók, az alkotmány értelmében lépett a trónra, avagy azt, amelynek uralkodása nemcsak törvényes úton jutott a legfőbb hatalom birtokába, de uralkodása folyamában is folyton a törvények rendeleteihez és a jogerejű szokásokhoz tartja magát? Ez utóbbi nézetnek bizonyítására hiába keresünk adatot Arisztotelész Politikájának jelenlegi szövegében.

## Az arisztokrácia
Az arisztokrácia fogalma, a szó legkívánatosabb értelmében egybeesik Arisztotelésznél az ő eszményi államának fogalmával. (Dahlmann és Stahl ellenében Teichmüller, Zeller, Spengel és Susemihl vindikálták Arisztotelésznek is az eszményi államot.) Arisztotelész szerint a szó legkívánatosabb értelmében ugyanis az volna a valódi arisztokrácia, amelyben csakis az erényben, mégpedig mind az állampolgári, mind a magánemberi erényekben legkitűnőbb férfiak gyakorolnák a legfőbb hatalmat (Arist. Pol. IV, 5, 10; 2, 1). Arisztotelész szerint egy ilyen arisztokráciát előbb még egy egészen sajátszerű állami nevelés által kellene létrehozni (V, 7, 20; 12, 5; VIII, 1, 12; III, 2; VII, 13, 21–23; VIII, 2, 1, 2, 5; 3, 1), és ez csak olyan államban volna lehetséges, amelyben az állampolgárok sem iparral, sem földműveléssel nem foglalkoznának (Arist. Polit. VII, 8, 2; 8, 6; III, 3, 2.3; II, 6, 2; 8, 6; l, 5, 10; IV, 3, 11, 12, 13, 14; Rhetor. I., 9) és ahol az összes földbirtok felének jövedelme mint állambirtok jövedelme évről évre az isteni tisztelet költségeinek és az állampolgárok közös étkezésének, a syssitiák költségeinek fedezésére fordíttatnék. (Arist. Pol. V, 8, 5.) Arisztotelész, bármennyire dicséri is a spártaiak és a krétaiak államnevelését, saját maga bevallja, hogy egy ilyen arisztokrácia aligha fog valaha is létrejöhetni (VII, 13, l, 2), sőt elismeri, hogy még csak megközelítő árnyalatait sem szemlélhette egy ilyen eszményi államnak a történelmi valóságban, hanem legföljebb annak egyes elemeit olyan államokban, amelyekben ha nem is az abszolút értelemben vett emberi erényekben, de legalább az állampolgári erényekben kitűnő egyének nyernek jogcimet a legfőbb hatalom gyakorlására, vagy legalább tényleg gyakorolják azt. Ez csak az arisztokráciával vegyes államformákban lehetséges Arisztotelész szerint.

## A demokrácia
A demokráciának négy, helyesebben öt alfaját különbözteti meg Arisztotelész.
Az első alfajában a demokráciának a földművesek és egyáltalán a mérsékelt vagyonú szabadok bírnak túlsúllyal az államügyek intézésében. Minthogy a földművesek mindennapi munkájuk nélkül nem bírnák maguknak az élethez szükséges évi jövedelmet megkeresni, tehát csak ritkán jöhetnek az államügyeket intéző gyülések szinhelyére, így gyüléseket is csak ritkán tarthatnának az ily államban, éppen ezért az összes állampolgárok jogegyenlősége fönnáll ugyan az államrendben, de a gyakorlatban mégis csak a legtekintélyesebb és legbefolyásosabb vagyonosok kormányoznak. (IV, 4, 5; V I, 2.)
Hasonló állapotok állanak fönn demokratikus szervezet mellett a pásztornépeknél (VI, 2: IV, 4). Ez a második alfaj; a harmadik ott fejlődik ki, ahol a városi elem lesz az államban uralkodóvá, de ezen városi elemből csak a vagyonosabb iparosok, kereskedők gyakorolnak döntő befolyást az államügyekre, és ezt is oly szellemben teszik, hogy ezáltal még nem rendül meg a törvények uralma (IV, 4; 3, 5).
A negyedik alfaj a szélső demokráciában nyer megtestesülést. Ezen államforma csak a legutóbbi (Arisztotelészt közvetlenül megelőzött) időkben fejlődött ki az egyes görög államokban (IV, 5), az iparos és napszámos elemnek túlságos nagy fölszaporodása folytán, akik azután az ily államban a döntő befolyást ugyancsak ki is zsákmányolják (IV, 10). Megtehetik ezt a legszegényebb sorsú iparosok és napszámosok is, mert zsoldot húznak az ily államban az összes állampolgárok már azért is, hogy megjelennek a gyűlésben, valamint az esküdtszéki bíráskodásért is. Ezen szélső demokrácia jellemző vonása, hogy keserves adót vet ki a gazdagokra, pereket akaszt a gazdagok nyakába, csakhogy vagyonukat elkobozhassa, ami többnyire sikerül is, mert az esküdtbíróságok túlnyomóan szegényekből állván, készek minden gazdagot elítélni, csakhogy elkobzott vagyonát azután az állam a napi díjak stb. alakjában a szegények fölsegélésére fordíthassa. Nagyon szorgalmasan látogatják tehát a szegény iparosok és napszámosok is a gyűléseket, amelyek igen gyakran szoktak ily államokban tartatni, már csak a napidíj kedvéért is, és természetes számbeli túlsúlyban lévén a kevésbé vagyonosok és az egészen szegények a vagyonosabbak, a gazdagok fölött, mindig az történik, amit a gazdagok kifosztogatására törekvő szegények tömege akar; nem a törvények uralkodnak az ily államban, hanem a néphatározatok a nép, a démosz pedig a demagógok vezetése alatt maga is sokfejű zsarnokká válik (IV, 5).
Ekkor áll elő a szélső demokrácia, mely Arisztotelész szerint nem is igen nevezhető már államformának a szó alkotmányos értelmében; a tirannisra emlékeztet ez inkább, mint a józan tömeguralmi államformára (V, 8; 12).

## A különféle államformák viszonyáról
Arisztotelész nagy részletességgel fejtegeti azután az államhatalom szervezetének föltételeit mindezen államformákon keresztül, miközben vajmi gyakran megdöbbentő ellentmondásokba keveredik. Legjobb államformának Arisztotelész természetesen az ő saját eszményi államát és ennek két árnyalatát tartja; a történelmileg megvalósult államformák közül az arisztokráciával elegyes válfajokat és a politeiát tartja aránylag legtűrhetőbbnek.

### Az ideális állam: a középosztály uralma
A politeiát, vagyis a cenzusra alapított tömeguralmat azért tartja aránylag a legjobbnak a történelmileg megvalósult államformák között, mert szerinte egyedül ezen államforma képes a gazdagok és szegények közti legnagyobb társadalmi ellentétet az államéletben, ha nem is teljesen, kiegyenlíteni a középosztály uralmának életbeléptetése által: ez a középosztály ugyanis leginkább hajlandó és képes a közéletben észszerűen viselkedni, holott a gazdagok pajkos gőgösködésre és nagy bűntettekre szokták magukat féktelen elbizakodottságukban ragadtatni, a szegények pedig a nélkülözés sőt nyomor folytán egyik csíny után a másikat szokták elkövetni; amazok csak despotamódra tudnak uralkodni, emezek csak rabszolgamódra tudnak meghunyászkodni; egyedül a középosztály bír és tud a közjó érdekében észszerűen kormányozni, mert ez a középosztály minden irányban oda igyekszik hatni, hogy testté váljék azon egyenlőség, amelyet az állam természete szükségkép megkíván (Arist. Polit. IV, 9; 3, 4, 5. 6). Nagyon érdekesek azon szakaszok, amelyekben Arisztotelész a békés átmenetet egyik államformából a másikba (királyságból tirannis, arisztokráciából oligarkia, politeiából demokrácia) meg azután az erőszakos, forradalmi átalakulásokat (p. demokráciából v. oligarkiából tirannis) fejtegeti és ugyan azon óvintézkedésekkel együtt, amelyekkel az ő nézete szerint az ily forradalmi átalakulásokat meg lehetne gátolni v. legalább józanabb mederbe lehetne vezetni. (V. könyv.)

### Nagy Sándor és a monarchia
Némelyek a Politika bizonyos szakaszai alapján Arisztotelészről azt állítják, hogy a monarchiát valamennyi államforma fölé helyezné, ám ez félreértés. Amit ő az állampolgárokat értelmileg és erkölcsileg félistenhez hasonlóan felülmúló, rendkívüli emberek uralkodási jogáról mond (III. 8; IV, 2; V II. 13), az nem bizonyíték monarchikus hajlamai mellett: mert Arisztotelész az ily csodaférfinak is csak személyére szólóan, minden trónörökhagyási jog nélkül, puszta életfogytáig volna hajlandó kezébe adni a legfőbb hatalmat. Oly ötlet ez tőle, amely  minden ellenérvelgetés dacára is bók akart lenni az ő királyi növendéke, Nagy Sándor, ha nem már ennek apja, Makedóniai II. Fülöp számára.

## Lásd még
- Állam (dialógus)
- Politológia